# هیرودین
هیرودین یک پپتید طبیعی است که در غدد بزاقی زالوهایی که خون می‌مکند، وجود دارد (مانند Hirudo medicinalis) که خاصیت ضد انعقادی خون دارد.
این ماده برای تغذیه زالو از خون حیاتی و لازم است چرا که باعث جریان خون پس از انعقاد اولیه آن می‌شود.
ساختار
جان بری هایکرافت درسالها ی اقامت خود در ادینبورگ و برمینگهام تحقیقات و آزمایش‌ها زیادی را در زمینهٔ انعقاد خون انجام داد. در سال ۱۸۸۴ کشف کرد که زالو یک سامانه ضد انعقاد قدرتمند ترشح می‌کند که آن را هیرودین نام گذاری کرد. گرچه تا ۱۹۵۰ جدا نشده بود و حتی تا ۱۹۷۶ ساختار آن به‌طور کامل مشخص نشده بود. یک هیرودین با طول کامل از ۶۵ آمینو اسید ساخته شده‌است. این آمینو اسیدها با حوزه‌ها ی فشرده N-terminal که دارای سه باند دی-سولفید هستند و همچنین با حوزهٔ C-terminal که در زمانی که پروتین در محلول un-complexed می‌شود به‌طور کامل نظم خود را از دست می‌دهد، سازمان دهی شده‌اند.
آمینو اسیدها ی باقی ماندهٔ ۱–۳ , رشته موازی با باقیمانده ۲۱۴–۲۱۷ ترومبین تشکیل می‌دهند. اتم نیتروژن باقیمانده ۱ با اتم گاما Ser-195 O از سایت کاتالیزوری تشکیل پیوند هیدروژنی می‌دهد. مناطق C-terminal برهمکنش الکتروستاتیک زیادی با پیوند آنیونی اگزوزیت ترومبین تشکیل می‌دهند در حالی که ۵ باقی مانده آخر در حلقه هلیکال هستند که تماس‌های آب‌گریز زیادی را تشکیل می‌دهد.
هیرودین طبیعی شامل مخلوطی از ایزوفرم‌ها ی متنوع پروتیین می‌شود، با این حال، از تکنیک‌های نوترکیب می‌توان برای تولید آماده‌سازی همگن هیرودین استفاده کرد.
فعالیت بیولوژیک  
یک فرایند کلیدی در آخرین مراحل انعقاد خون تبدیل فیبرینوژن به فیبرین به وسیلهٔ ترومبین است.
ترمبین با استفاده از آنزیم، پروترومبیناز (فاکتور Xa به همراه فاکتور Va به عنوان کوفاکتور)، در مراحل نهایی انعقاد از پروتوترومبین تولید می‌شود. سپس فیبرین با فاکتور XIII (فاکتور تثبیت کننده فیبرین) کراس لینک می‌شود تا یک لخته خون تشکیل شود. مهار کننده اصلی ترومبین در گردش خون طبیعی آنتی ترومبین است.
مشابه آنتی ترومبین، فعالیت ضد انعقادی هیرودین بر اساس توانایی آن در مهار فعالیت پیش از انعقاد ترومبین است.
هیرودین قوی‌ترین مهار کننده طبیعی ترومبین است. بر خلاف آنتی ترومبین، هیرودین تنها با ترومبین فعال شده (با یک فعالیت خاص روی فیبرینوژن متصل می‌شود) و آن را مهار می‌کند.
بنابراین، هیرودین از تشکیل لخته‌ها و ترومبها جلوگیری می‌کند یا آنهارا حل می‌کند. به عنوان یک کرم، چه تزریقی و چه موضعی در اختلالات انعقادی خون، در درمان هماتوم پوستی و واریسهای سطحی، دارای ارزش درمانی است. از بعضی جنبه‌ها، هیرودین نسبت به ضد انعقاد کننده‌ها و ترومبولیتیک‌های متداول مانند هپارین ارجحیت دارد، زیرا در فعالیت بیولوژیکی سایر پروتئین‌های سرم اختلال ایجاد نمی‌کند و همچنین می‌تواند بر روی ترومبین پیچیده عمل کند. استخراج مقادیر زیادی هیرودین از منابع طبیعی دشوار است، بنابراین روشی برای تولید و تصفیه این پروتئین با استفاده از بیوتکنولوژی نوترکیب تهیه شده‌است. این امر منجر به توسعه و بازاریابی تعدادی از داروهای ضد انعقادی بر پایهٔ هیرودین شده‌است مانند لپروودین (رفلدان)، هیرودین حاصل از هانسنولا. چندین مهار کننده مستقیم ترومبین از طریق فرایندها ی شیمیایی از هیرودین گرفته می‌شوند.